# Midacritus wagenkechti
Midacritus wagenkechti är en tvåvingeart som beskrevs av Reed och Rutz 1941. Midacritus wagenkechti ingår i släktet Midacritus och familjen Mydidae. Inga underarter finns listade i Catalogue of Life.